# Isabella River (Abercrombie River)
Der Isabella River ist ein kleiner Fluss im Zentrum des australischen Bundesstaates New South Wales. 
Er entspringt südöstlich der Siedlung Truscott Flat. Von dort fließt er nach Süden durch die Kleinstadt Isabella und weiter zum Abercrombie-River-Nationalpark. An dessen Nordgrenze wendet er seinen Lauf nach Westen und mündet nach weiteren rund 20 Kilometern in den Abercrombie River.